# Balls of Fury - Palle in gioco
Balls of Fury - Palle in gioco (Balls of Fury) è un film statunitense del 2007, diretto da Robert Ben Garant.

## Trama
L'undicenne Randy Daytona fa parte della squadra olimpica di tennistavolo (ping pong) che rappresenta gli Stati Uniti alle Olimpiadi estive del 1988. Sfortunatamente, Randy perde la finale e suo padre non riesce a saldare un debito, maturato per aver scommesso sulla vittoria della squadra di Randy e viene ucciso.
Diciannove anni dopo, Randy ritorna sui campi da ping pong per aiutare l'FBI nella cattura di un trafficante d'armi.